# Sicamugil
Sicamugil is een geslacht van straalvinnige vissen uit de familie van de harders (Mugilidae).

## Soorten
- Sicamugil cascasia (Hamilton, 1822)
- Sicamugil hamiltonii (Day, 1870)